# Region Nordjylland
Die Region Nordjylland (deutsch: Region Nordjütland) in Dänemark ist eine der fünf Regionen Dänemarks, welche die höchste Verwaltungseinteilung Dänemarks darstellen. Sie umfasst Nordjütland, die Inseln Vendsyssel-Thy, Mors und Læsø sowie die Kommune Mariagerfjord. Sitz der Verwaltung ist Aalborg.
In der amtlichen Statistik ist die Region identisch mit dem Landesteil Nordjütland (Landsdel Nordjylland).

## Entstehung
Die Regionen wurden 2007 vom dänischen Parlament geschaffen. Mit der gleichzeitigen Auflösung der bisherigen Ämter (dän. amtskommune) bilden sie die mittlere Ebene zwischen Kommunen und staatlicher Zentralverwaltung (staten).
Geografisch deckt Region Nordjylland das ehemalige Nordjyllands Amt, die nördlich des Limfjords gelegenen Teile von Viborg Amt sowie den Teil der Mariager Kommune, der sich der neuen Mariagerfjord Kommune angeschlossen hat.

## Gemeinden
Die Region Nordjylland besteht aus folgenden Kommunen:
| Wappen | Gemeinde       | Einwohner 1. Januar 2023 | Fläche in km² 1. Januar 2014 |
| ------ | -------------- | ------------------------ | ---------------------------- |
|        | Aalborg        | 222.571                  | 1.137,3                      |
|        | Brønderslev    | 36.540                   | 633                          |
|        | Frederikshavn  | 58.864                   | 650,2                        |
|        | Hjørring       | 63.998                   | 925,7                        |
|        | Jammerbugt     | 38.364                   | 863,9                        |
|        | Læsø           | 1.789                    | 119                          |
|        | Mariagerfjord  | 41.859                   | 718,3                        |
|        | Morsø          | 19.927                   | 366,4                        |
|        | Rebild         | 30.908                   | 621,3                        |
|        | Thisted        | 43.383                   | 1.073,7                      |
|        | Vesthimmerland | 36.431                   | 769,8                        |

### Größte Städte
| Ort            |               |  |         | Einwohner |
| Aalborg        | Aalborg       |  | 120,914 | 120,914   |
| Hjørring       | Hjørring      |  | 25,917  | 25,917    |
| Frederikshavn  | Frederikshavn |  | 22,961  | 22,961    |
| Thisted        | Thisted       |  | 13,534  | 13,534    |
| Brønderslev    | Brønderslev   |  | 12,884  | 12,884    |
| Hobro          | Hobro         |  | 12,191  | 12,191    |
| Støvring       | Støvring      |  | 9,190   | 9,190     |
| Nykøbing Mors  | Nykøbing Mors |  | 9,068   | 9,068     |
| Aars           | Aars          |  | 8,657   | 8,657     |
| Aabybro        | Aabybro       |  | 6,559   | 6,559     |
| 1. Januar 2023 |               |  |         |           |

## Wirtschaft
Im Vergleich mit dem Bruttoinlandsprodukt der Europäischen Union ausgedrückt in Kaufkraftstandards erreicht die Region im Jahr 2015 einen Index von 105 (EU-25: 100), deutlich niedriger als der dänische Durchschnitt von 127, aber über dem EU-Durchschnitt. Insgesamt wurde ein BIP von 23,1 Mrd. Euro erwirtschaftet.
Im Jahr 2017 betrug die Arbeitslosenquote 5,4 % und lag damit unter dem nationalen Durchschnitt.

## Politik

### Regionsrat
Die aktuelle Legislaturperiode begann am 1. Januar 2018. Vorsitzende ist seit 1. Januar 2022 Mads Duedahl. Er ist vom rechtsliberalen Venstre. Die 41 Mandate verteilten sich wie folgt: